# Kasteel van Bourdeilles
Het Kasteel van Bourdeilles (Frans: Château de Bourdeilles) is een kasteel in de Franse gemeente Bourdeilles. Het kasteel is een monument historique sinds 1919. Het bestaat eigenlijk uit twee kastelen: één is een middeleeuwse burcht uit de 13e eeuw, gebouwd door Géraud de Maulmont op oudere fundamenten; het andere is een renaissancepaleis uit de 16e eeuw.

## Geschiedenis
Het kasteel van Bourdeilles wordt voor het eerst vermeld in 1183. In 1279 was het in eigendom van de familie Bourdeilles, wat werd bevestigd door een decreet. het bevindt zich dan in de sfeer van de abdij van Brantôme. De burcht controleerde toen de route van Périgueux naar Angoulême aan het kruispunt van de Dronne. Aan de voet van het kasteel, tussen de brug en de kerk, ontstond een dorp. 
De oudste beschrijving die we van het kasteel hebben, is het rapport opgesteld op 13 augustus 1400, ter gelegenheid van de overdracht van de kasselrij aan de nieuwe graaf van Périgord, Louis d'Orléans. Het bevestigt de aanwezigheid van twee kastelen: die van de graven en die van de baronie, die toen al in puin lagen. Het laatste bevond zich in de noordoostelijke hoek van de huidige muur, vlak bij de plaats van het renaissancepaleis.

## Het middeleeuwse kasteel
Het middeleeuwse kasteel van de graven beslaat het hele westelijke terras. Het bestaat uit een statig huis met een achthoekige donjon en voorafgegaan door een binnenplaats omgeven door hoge versterkte muren. Géraud de Maulmont begon vanaf 1283 met de bouw, volgens een gelijkaardig model dat in Châlus werd bewaard voor een van zijn andere kastelen, Châlus Maulmont. De bouw van de donjon zou rond 1280 begonnen zijn en zou in de daaropvolgende eeuw voltooid zijn. De donjon is 35 meter hoog, met muren van 2,50 meter dik, en heeft een panoramisch terras met uitzicht op Bourdeilles.

## Het renaissancepaleis
De bouw werd geleid door Jacquette de Montbron van 1588 tot aan zijn dood in 1598. De stijl is geïnspireerd door Italiaanse architecturale normen die Jacquette de Montbron had ontdekt in de boeken van Sebastiano Serlio. De Italiaanse invloeden zijn hier sterker dan op het Château de Matha, een ander kasteel van de familie Montbron, vooral omdat Jacquette de Montbron profiteerde van zijn tijd aan het hof in dienst van Catharina de' Medici.